# FA Women's League Cup
La Football Association Women's League Cup (in italiano Coppa di Lega inglese femminile), nota anche come FA Women's Subway League Cup per motivi di sponsorizzazione e precedentemente come FA Women's Continental Tyres League Cup (o abbreviato in Conti Cup), è una competizione calcistica femminile inglese alla quale prendono tutte le 23 squadre partecipanti alla Women's Super League e alla Women's Championship. Dopo l'acquisizione da parte della Women's Professional Leagues Limited (WPLL), la coppa è ora denominata Women's League Cup.
La competizione non va confusa con la Women's FA Cup (in italiano Coppa d'Inghilterra femminile), che è invece aperta a tutte le squadre inglesi, e che è tradizionalmente più prestigiosa.
La squadra che ha vinto più volte la competizione è l'Arsenal con sette vittorie, seguito dal Manchester City con quattro successi e dal Chelsea a quota due.

## Storia
Prima della creazione dell'allora FA Women's Super League, i migliori club femminili inglesi gareggiavano nella FA Women's Premier League Cup.
La competizione nacque nel 2011 col nome di FA Women's Super League Cup (abbreviato anche in FA WSL Cup), in seguito alla creazione della FA WSL. Alla prima edizione parteciparono le otto migliori squadre del massimo campionato.
La prima edizione della Coppa di Lega sotto il marchio FA WSL Cup è stata giocata dopo la stagione inaugurale di quest'ultima. L'Arsenal, avendo già vinto la WSL e la FA Women's Cup, ha completato il triplete nazionale dopo la vittoria per 4-1 sul Birmingham City.
L'edizione del 2012 ha visto un cambio di formato. Vengono aboliti i quarti di finale e viene creata la fase a gironi con due gruppi. Accedono alle semifinali le prime due di ogni girone.
Il 2014 ha visto l'ingresso di 18 squadre, con le nuove squadre della FA WSL 2 che si sono unite alle squadre della WSL 1. Ci sono tre gironi da sei squadre.
Nel 2015 vengono rimessi i quarti di finale ai quali accedono le tre migliori del Gruppo A, le due migliori del Gruppo B e le tre migliori del Gruppo C.
Nel 2016 cambia nuovamente il formato; viene abolita la fase a gironi e rimane solamente la fase a eliminazione diretta. Una mossa che è stata fatta in accordo con i club per aumentare emozioni e competitività. Con 19 squadre, le ultime sei squadre giocano un turno preliminare. Gli ottavi di finale che seguono sono teste di serie, in modo che le squadre WSL 1 incontrino le squadre WSL 2, che hanno il vantaggio di casa.
Nella stagione 2017-18 è stata ripristinata la fase a gironi.
Nella stagione 2018-19, il nome della competizione cambia in FA Women's League Cup ed il numero delle squadre partecipanti si alza a 22. I club partecipanti vengono divisi: 11 nei gruppi appartenenti alla regione Nord e 11 nei gruppi appartenenti alla regione Sud. A loro volta le squadre del Nord e del Sud vengono divise in due gruppi: uno da 6 e uno da 5. Ogni squadra giocherà una partita l'una contro l'altra, con le prime due di ogni gruppo che avanzeranno ai quarti di finale.
Il formato era simile nella stagione 2019-20, con una squadra in più nel sud. I gironi sono A (Nord, 6 squadre) B (Sud, 6 squadre) C (Nord, 5 squadre) D (Sud, 6 squadre) con 23 squadre.

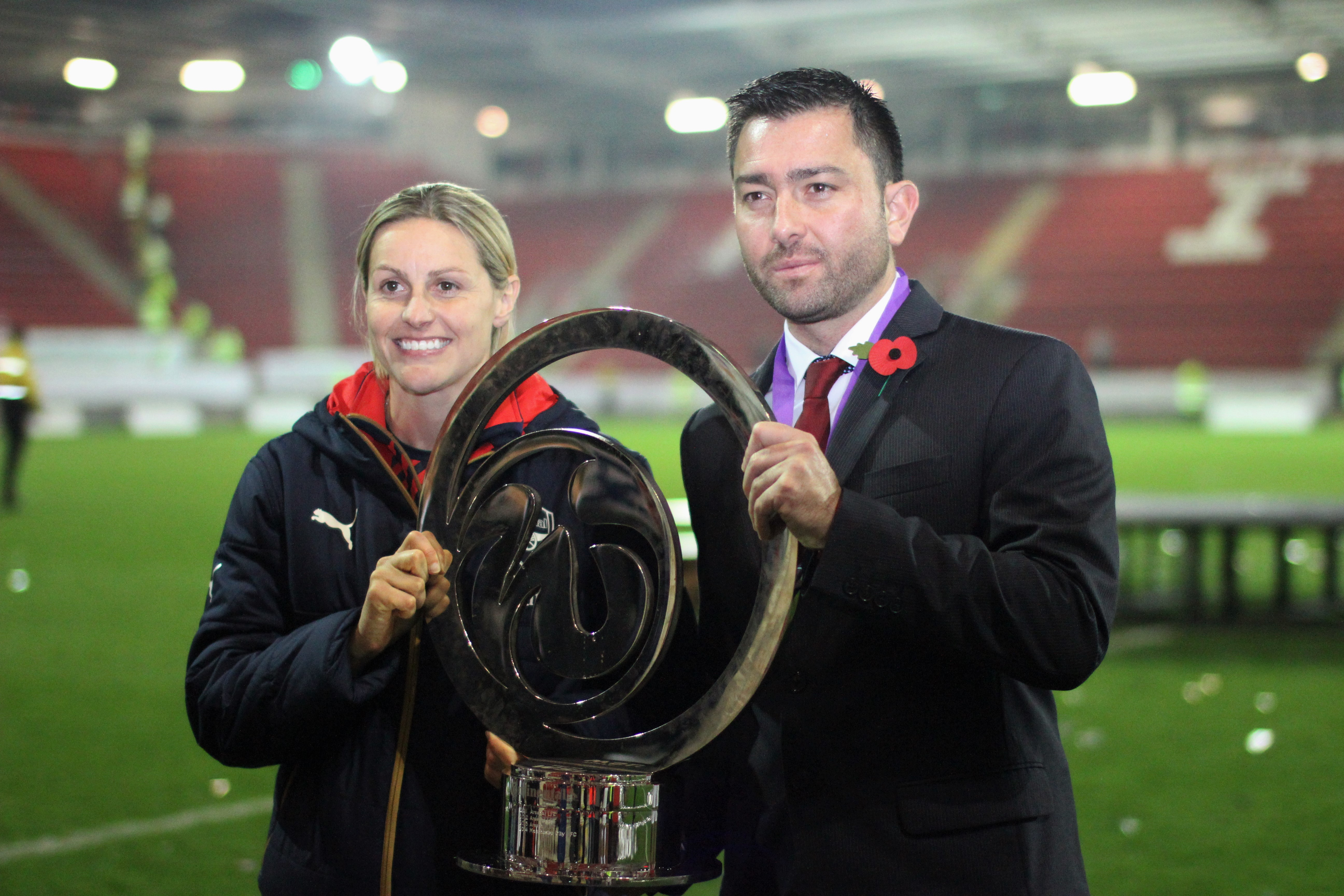
Pedro Martínez Losa e Kelly Smith con la FA WSL Cup nel 2015

## Lista delle finali
| Anno      | Vincitori       | Risultato     | Avversari       | Stadio                                               |
| --------- | --------------- | ------------- | --------------- | ---------------------------------------------------- |
| 2011      | Arsenal         | 4-1           | Birmingham City | Pirelli Stadium, Burton upon Trent Spettatori: 2 167 |
| 2012      | Arsenal         | 1-0           | Birmingham City | Underhill Stadium, Londra Spettatori: 2 535          |
| 2013      | Arsenal         | 2-0           | Lincoln City    | The Hive, Londra Spettatori: 3 421                   |
| 2014      | Manchester City | 1-0           | Arsenal         | Adams Park, High Wycombe Spettatori: 3 697           |
| 2015      | Arsenal         | 3-0           | Notts County    | New York Stadium, Rotherham Spettatori: 5 028        |
| 2016      | Manchester City | 1-0 (dts)     | Birmingham City | Academy Stadium, Manchester Spettatori: 4 214        |
| 2017-2018 | Arsenal         | 1-0           | Manchester City | Adams Park, High Wycombe Spettatori: 2 136           |
| 2018-2019 | Manchester City | 0-0 (4-2 dtr) | Arsenal         | Bramall Lane, Sheffield Spettatori: 2 424            |
| 2019-2020 | Chelsea         | 2-1           | Arsenal         | City Ground, Nottingham Spettatori: 6 743            |
| 2020-2021 | Chelsea         | 6-0           | Bristol City    | Vicarage Road, Watford Spettatori: 0                 |
| 2021-2022 | Manchester City | 3-1           | Chelsea         | Plough Lane, Wimbledon Spettatori: 8 004             |
| 2022-2023 | Arsenal         | 3-1           | Chelsea         | Selhurst Park, Londra Spettatori: 19 010             |
| 2023-2024 | Arsenal         | 1-0 (dts)     | Chelsea         | Molineux Stadium, Wolverhampton Spettatori: 21 462   |
| 2024-2025 | Chelsea         | 2-1           | Manchester City | Pride Park Stadium, Derby Spettatori: 14 187         |

## Albo d'oro
- 2011  Arsenal (1)
- 2012  Arsenal (2)
- 2013  Arsenal (3)
- 2014  Manchester City (1)
- 2015  Arsenal (4)
- 2016  Manchester City (2)
- 2017-2018  Arsenal (5)
- 2018-2019  Manchester City (3)
- 2019-2020  Chelsea (1)
- 2020-2021  Chelsea (2)
- 2021-2022  Manchester City (4)
- 2022-2023  Arsenal (6)
- 2023-2024  Arsenal (7)
- 2024-2025  Chelsea (3)

### Titoli per squadra
| Squadra         | Vittorie | Secondi posti | Finali disputate |
| --------------- | -------- | ------------- | ---------------- |
| Arsenal         | 7        | 3             | 10               |
| Manchester City | 4        | 2             | 6                |
| Chelsea         | 3        | 3             | 6                |
| Birmingham City | 0        | 3             | 3                |
| Lincoln City    | 0        | 1             | 1                |
| Notts County    | 0        | 1             | 1                |
| Bristol City    | 0        | 1             | 1                |